# Heriberto Vidales
Heriberto Vidales Medina (25 de febrero de 1993, Ciudad de México, México) es un futbolista mexicano, juega de defensa y su último equipo fue el Deportivo Toluca de la Primera División de México.

## Trayectoria
Se formó en las fuerzas básicas del Club Universidad Nacional donde comenzó a jugar de manera profesional con las inferiores sub-17, sub-20 y Pumas Naucalpan, hasta llegar al primer equipo donde tuvo participación en Copa MX.
Hizo su debut en Copa MX, en el encuentro Puebla F.C. vs Universidad Nacional, el miércoles 6 de marzo de 2013, el DT que lo debutó fue Juan Antonio Torres.
Llega al Deportivo Toluca para el Clausura 2015 para jugar con la categoría sub-20.
Por su buen desempeño y rendimiento, fue requerido por el Cuerpo Técnico de José Cardozo, para hacer trabajo de Pretemporada en Acapulco, donde desafortunadamente tuvo una lesión, que lo separó de los entrenamientos.
Pese a la lesión que lo separó del Primer equipo, fue presentado como parte del plantel para encarar el Apertura 2015.
Entró en Inactividad para el Apertura 2016 donde no fue renovado su contrato.

## Clubes
| Club                      | País   | Año         |
| ------------------------- | ------ | ----------- |
| Club Universidad Nacional | México | 2013 - 2014 |
| Deportivo Toluca          | México | 2015-2016   |